# Setmana Catalana de 1991
La Setmana Catalana de 1991, va ser la 28a edició de la Setmana Catalana de Ciclisme. Es disputà en 6 etapes del 18 al 22 de març de 1991. El vencedor final fou l'irlandès Stephen Roche de l'equip Tonton Tapis per davant d'Anselmo Fuerte i Joaquim Llach.
Néstor Mora aconseguí el liderat el primer dia, i el va defensar a la muntanya, però no va poder fer res a la cronoescalada de Berga, on es va veure superat per altres ciclistes.

## Etapes
| Etapa | Data       | Ciutats d'etapa                                    | km    | Vencedor de l'etapa      | Líder de la general |
| ----- | ---------- | -------------------------------------------------- | ----- | ------------------------ | ------------------- |
| 1a    | 18 de març | Lloret de Mar – Lloret de Mar                      | 147,0 | Néstor Mora (COL)        | Néstor Mora (COL)   |
| 2a    | 19 de març | Lloret de Mar – Parets del Vallès                  | 186,0 | Alfonso Gutiérrez (ESP)  | Néstor Mora (COL)   |
| 3a    | 20 de març | Barcelona - Andorra la Vella ( Andorra)            | 207,5 | Néstor Mora (COL)        | Néstor Mora (COL)   |
| 4a A  | 21 de març | Bellver de Cerdanya - Berga                        | 49,0  | Claudio Chiappucci (ITA) | Néstor Mora (COL)   |
| 4a B  | 21 de març | Avià - Santuari de la Mare de Déu de Queralt (CRI) | 11,0  | Claudio Chiappucci (ITA) | Stephen Roche (IRL) |
| 5a    | 22 de març | Berga - Segur de Calafell                          | 152,0 | Mathieu Hermans (NED)    | Stephen Roche (IRL) |

### 1a etapa[1]
18-03-1991: Lloret de Mar, 147,0 km.:
|   | Ciclista                 | Equip               | Temps      |
| - | ------------------------ | ------------------- | ---------- |
| 1 | Néstor Mora (COL)        | Kelme               | 3h 45' 17" |
| 2 | Malcolm Elliott (GBR)    | Seur                | + 01"      |
| 3 | Viatxeslav Iekímov (URS) | Panasonic-Sportlife | m. t.      |

### 2a etapa[2]
19-03-1991: Lloret de Mar – Parets del Vallès, 186,0 km.
|   | Ciclista                     | Equip               | Temps      |
| - | ---------------------------- | ------------------- | ---------- |
| 1 | Alfonso Gutiérrez (ESP)      | Paternina-Don Zoilo | 4h 26' 27" |
| 2 | Djamolidín Abdujapàrov (URS) | Carrera Jeans       | m. t.      |
| 3 | Malcolm Elliott (GBR)        | Seur                | m. t.      |

### 3a etapa[3]
20-03-1991: Barcelona - Andorra la Vella, 207,5 km.:
|   | Ciclista            | Equip           | Temps      |
| - | ------------------- | --------------- | ---------- |
| 1 | Néstor Mora (COL)   | Kelme           | 5h 20' 26" |
| 2 | Luc Roosen (BEL)    | Tulip Computers | m. t.      |
| 3 | Stephen Roche (IRL) | Tonton Tapis    | m. t.      |

### 4a etapa A[4]
21-03-1991: Bellver de Cerdanya - Berga, 49,0 km.:
|   | Ciclista                 | Equip               | Temps      |
| - | ------------------------ | ------------------- | ---------- |
| 1 | Claudio Chiappucci (ITA) | Carrera Jeans       | 1h 01' 07" |
| 2 | Olaf Ludwig (GER)        | Panasonic-Sportlife | m. t.      |
| 3 | Casimiro Moreda (ESP)    | Clas-Cajastur       | m. t.      |

### 4a etapa B[4]
21-03-1991: Avià - Santuari de la Mare de Déu de Queralt (CRI), 11,0 km.:
|   | Ciclista                 | Equip         | Temps   |
| - | ------------------------ | ------------- | ------- |
| 1 | Claudio Chiappucci (ITA) | Carrera Jeans | 21' 31" |
| 2 | Stephen Roche (IRL)      | Tonton Tapis  | + 07"   |
| 3 | Oliverio Rincón (COL)    | Kelme         | m. t.   |

### 5a etapa[5]
22-03-1991: Berga - Segur de Calafell, 152,0 km.:
|   | Ciclista                     | Equip         | Temps      |
| - | ---------------------------- | ------------- | ---------- |
| 1 | Mathieu Hermans (NED)        | Lotus-Festina | 3h 34' 51" |
| 2 | Djamolidín Abdujapàrov (URS) | Carrera Jeans | m.t        |
| 3 | Kenneth Weltz (DEN)          | ONCE          | m.t        |

## Classificació General
|    | Ciclista                 | Equip            | Punts       |
| -- | ------------------------ | ---------------- | ----------- |
| 1  | Stephen Roche (IRL)      | Tonton Tapis     | 18h 29' 52" |
| 2  | Anselmo Fuerte (ESP)     | ONCE             | + 03"       |
| 3  | Joaquim Llach (ESP)      | Artiach-Royal    | + 06"       |
| 4  | Claudio Chiappucci (ITA) | Carrera Jeans    | + 14"       |
| 5  | Oliverio Rincón (COL)    | Kelme            | + 26"       |
| 6  | Luis Herrera (COL)       | Ryalcao-Postobón | m.t         |
| 7  | Laudelino Cubino (ESP)   | Amaya            | + 43"       |
| 8  | Iñaki Gastón (ESP)       | Clas-Cajastur    | + 44"       |
| 9  | Julián Gorospe (ESP)     | Banesto          | + 01' 14"   |
| 10 | Peter Hilse (GER)        | Seur             | + 01' 16"   |